# 博蒙-萨尔多勒
博蒙-萨尔多勒（法語：Beaumont-Sardolles，法語發音：[bomɔ̃ saʁdɔl]）是法国涅夫勒省的一个市镇，位于该省南部偏西，属于讷韦尔区。该市镇于1861年由原市镇博蒙叙萨尔多勒（Beaumont-sur-Sardolles）和萨尔多勒（Sardolles）合并而成。

## 地理
博蒙-萨尔多勒（46°55'34"N, 3°23'58"E）面积29.14 平方千米，位于法国勃艮第-弗朗什-孔泰大區涅夫勒省，该省份为法国中部省份，北至约讷省，西北接卢瓦雷省，西接谢尔省，南至阿列省，东南接索恩-卢瓦尔省，东临科多尔省。
与博蒙-萨尔多勒接壤的市镇（或旧市镇、城区）包括：利蒙、特鲁瓦韦夫尔、德吕-帕里尼、拉费尔默泰、圣伯南达济、卢瓦尔河畔圣旺、蒂扬日、维尔朗吉。
博蒙-萨尔多勒的时区为UTC+01:00、UTC+02:00（夏令时）。

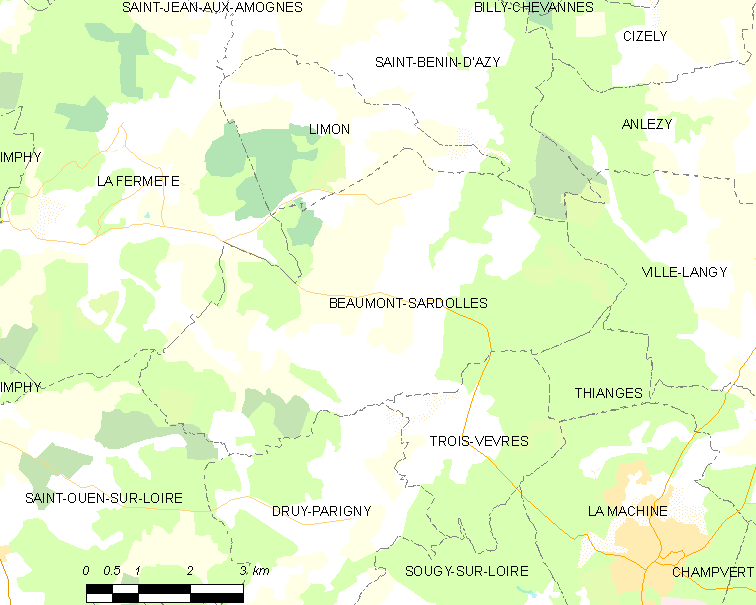
博蒙-萨尔多勒的OSM定位图

## 行政
博蒙-萨尔多勒的邮政编码为58270，INSEE市镇编码为58028。

## 政治
博蒙-萨尔多勒所属的省级选区为盖里尼县。

## 人口

1962-2008年间博蒙-萨尔多勒人口变化图示

博蒙-萨尔多勒于2022年1月1日时的人口数量为116人。